# Périgny (Calvados)
Périgny es una comuna y población de Francia, en la región de Baja Normandía, departamento de Calvados, en el distrito de Vire y cantón de Condé-sur-Noireau.
Su población en el censo de 1999 era de 62 habitantes.
Está integrada en la Communauté de communes Condé Intercom.

## Demografía
| 80 | 77 | 60 | 47 | 53 | 62 |
| Para los censos de 1962 a 1999 la población legal corresponde a la población sin duplicidades (Fuente: INSEE [Consultar]) |    |    |    |    |    |

## Lugares y monumentos
- Estela erigida en honor a los soldados de los Estados Unidos de América que murieron durante los combates en la Segunda Guerra Mundial por la liberación de la comuna, al estrellarse su avión el 8 de agosto de 1944. (La estela se inauguró en la plaza del pueblo en su aniversario en 2004).